# Барбэ, Иосиф Иосифович
Иосиф Иосифович Барбэ (1 августа 1921 — 9 ноября 2011) — советский и молдавский кинорежиссёр и оператор.

## Биография
Родился 1 августа 1921 года в Ташкенте (ныне Узбекистан). После окончания Гомельского военно-авиационного училища в 1941 году был призван в ряды действующей армии. После демобилизации в 1946 году поселился в Кишинёве, где работал фотокорреспондентом молодёжных изданий.
Учился в Ростовском ЖД институте.
1949 — руководитель детской студии художественной фотографии Кишинёвского Дворца пионеров.
1963—1967 — руководитель фотостудии Краснодарского Дворца пионеров.
По предложениею СОЮЗМУЛЬТФИЛЬМА, вместе с В. И. Барбэ стал создателем детской мультфильм-студии «Флоричика» (1967)
1967 — кинооператор детской мультфильм-студии «Флоричика» Кишинёвского Дворца пионеров.
1977—1997 — кинооператор детской мультфильм-студии «Флоричика», подразделение «Молдова-Фильм».
Умер 9 ноября 2011 года в Москве.

## Фильмография

### Режиссёр
- 1978 — Вам верить в сказку (фильм)
- 1981 — Дети, солнышко и свет (фильм)
- 1981 — Новогоднее путешествие
- 1982 — Остановите поезд
- 1984 — Флоричата (фильм)

### Оператор
- 1970 — Добрый трамвайчик
- 1970 — Обед
- 1971 — Девочка и дельфин
- 1972 — Легенда
- 1973 — Ярна Мя
- 1974 — Почтальон
- 1975 — Зимняя сказка
- 1976 — В порту
- 1976 — Подари тепло
- 1976 — Маленький трубач
- 1976 — Любимый паровозик
- 1976 — Верность
- 1977 — Жизнь — это море
- 1978 — Болгарская сказка
- 1978 — Расплата
- 1978 — Салют, фестиваль! (куба)
- 1978 — Цирк приехал !
- 1978 — Немного о генерале
- 1978 — Если верить в сказку
- 1979 — Аистёнок в клеточку
- 1980 — Алло! Лапландия!
- 1980 — Бабочки шатильона
- 1981 — Дети, солнышко и снег
- 1981 — Ждём вас весной
- 1981 — Новогоднее путешествие (заказ Кремлёвской ёлки),
- 1981 — Здравствуй, хлеб!
- 1982 — Остановите поезд!
- 1982 — Вокруг земли, вокруг луны (по поэзии Жака Превера)
- 1983 — И ту любовь тебе дарю (по поэзии Гр. Виеру)
- 1983 — Прикосновение
- 1984 — Флоричата
- 1984 — Воспоминание
- 1985 — Если б генералы всей земли…
- 1985 — И плясали в эту ночь звёзды
- 1986 — Сотвори, мальчишка, чудо!
- 1987 — Подари тепло (ремейк)
- 1987 — Возвращение
- 1987 — Дети любят рисовать, дети будут рисовать…
- 1987 — Листопад, листопад
- 1988 — Звёздный мост
- 1988 — Жила-была зима
- 1988 — Откуда приходят дожди
- 1989 — Очарованный странник
- 1989 — Космическая фантазия
- 1989 — Дежурные по апрелю
- 1990 — Алло! Я вас слушаю!
- 1990 — В бирюзовом море остров
- 1990 — Путешествие в лето
- 1991 — И подарило утро сказку
- 1991 — Зайчик из января
- 1992 — И не только кино
- 1993 — Наши мимы
- 1993 — Песня без слов
- 1993 — Думай о хорошем
- 1997 — 30 свечей счастья (юбилейный полный метр к 30 — летию «Флоричики»)
- 2002 — Красота спасёт мир
- 2006 — Где-то в центре Европы

## Семья
- Жена — Барбэ, Виктория Ивановна (1926—2020) — советский и молдавский режиссёр-мультипликатор.
- Сын — Владлен Иосифович Барбэ (род. 1960) — режиссёр и художник-аниматор, член союза кинематографистов России.

## Награды
- Медаль «За гражданские заслуги» (3 октября 1997 года) — за долголетний плодотворный труд в кинематографии, значительный вклад в подготовку и воспитание творческой молодёжи и высокий профессионализм[2].
- Орден Отечественной войны II степени (6 апреля 1985 года).
- Медаль «За победу над Германией в Великой Отечественной войне 1941—1945 гг.».